# Verklärungskloster von Mhar

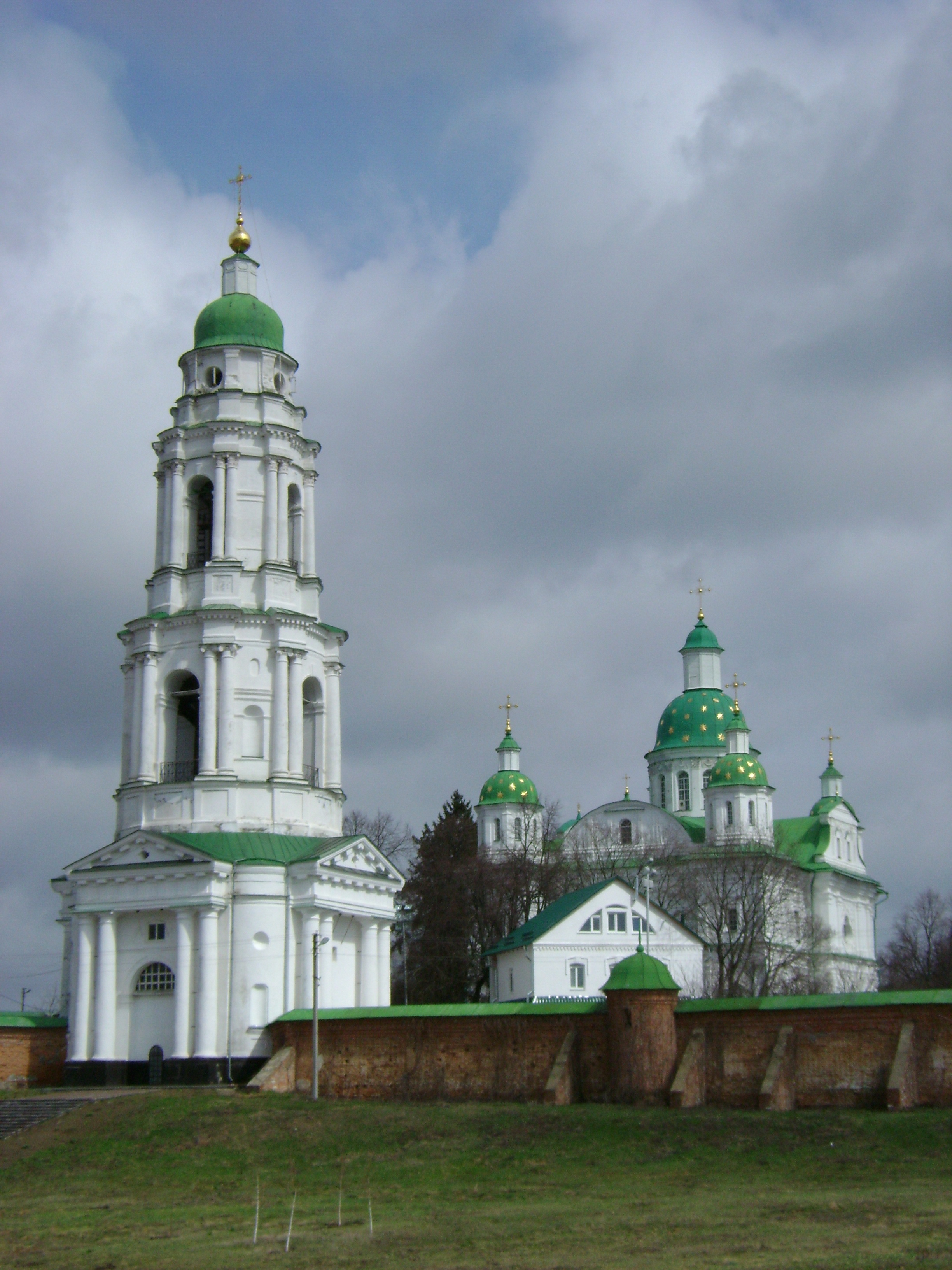
Das Verklärungskloster von Mhar

Das Verklärungskloster von Mhar (ukrainisch Спасо-Преображенський Мгарський монастир/Spasso-Preobraschenskyj Mharskyj monastyr) ist ein Männerkloster östlich der zentralukrainischen Stadt Lubny. Es liegt auf einer Anhöhe am rechten Ufer des Flusses Sula.

## Geschichte
Das Kloster wurde 1619 von dem späteren Kiewer Metropoliten Isajja Kopynskyj und der polnischen Adligen Rajna Wischnewezka (geb. Mohiljanka) gegründet, welche Schwester des Kiewer Metropoliten Petro Mohyla war. 1622 wurde in dem Kloster von Isajja Kopynskyj eine Brüderschaft gegründet, welche der Katholisierung der linksufrigen Ukraine entgegenwirkte.
Von 1682 bis 1754 wurde an der Stelle einer älteren Kirche auf Veranlassung der Hetmane Iwan Samojlowytsch und Iwan Masepa durch den Architekten Iohann-Baptist Sauber (Iwan Baptist) die steinerne Verklärungskirche gebaut. Darüber hinaus finden sich noch vier weitere Baudenkmäler aus dem 18.–20. Jh. auf dem Gelände des Klosters.
1919 wurde das Kloster von den Bolschewiken geschlossen, wobei die meisten Mönche den Tod fanden. Danach diente das Kloster als Kinderlager, ab 1937 als Straflager und ab 1946 als Armeestützpunkt, bevor es 1985 der Pionierorganisation übergeben wurde. Seit 1993 erfüllt es wieder seine alte Funktion als Kloster.
Das Kloster ist die Grabstätte von Jossyf Tukalskyj-Neljubowytsch (?–1675).

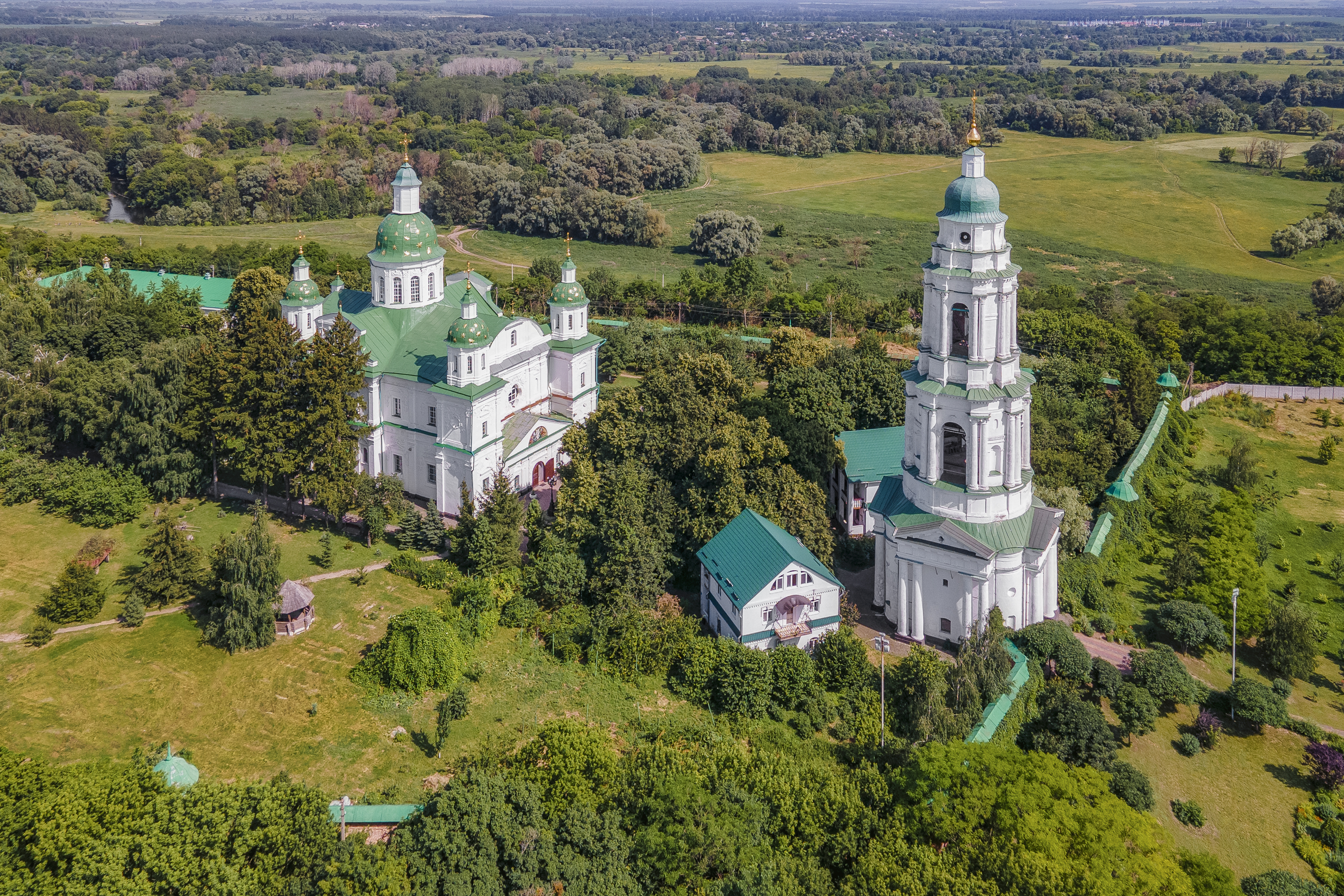
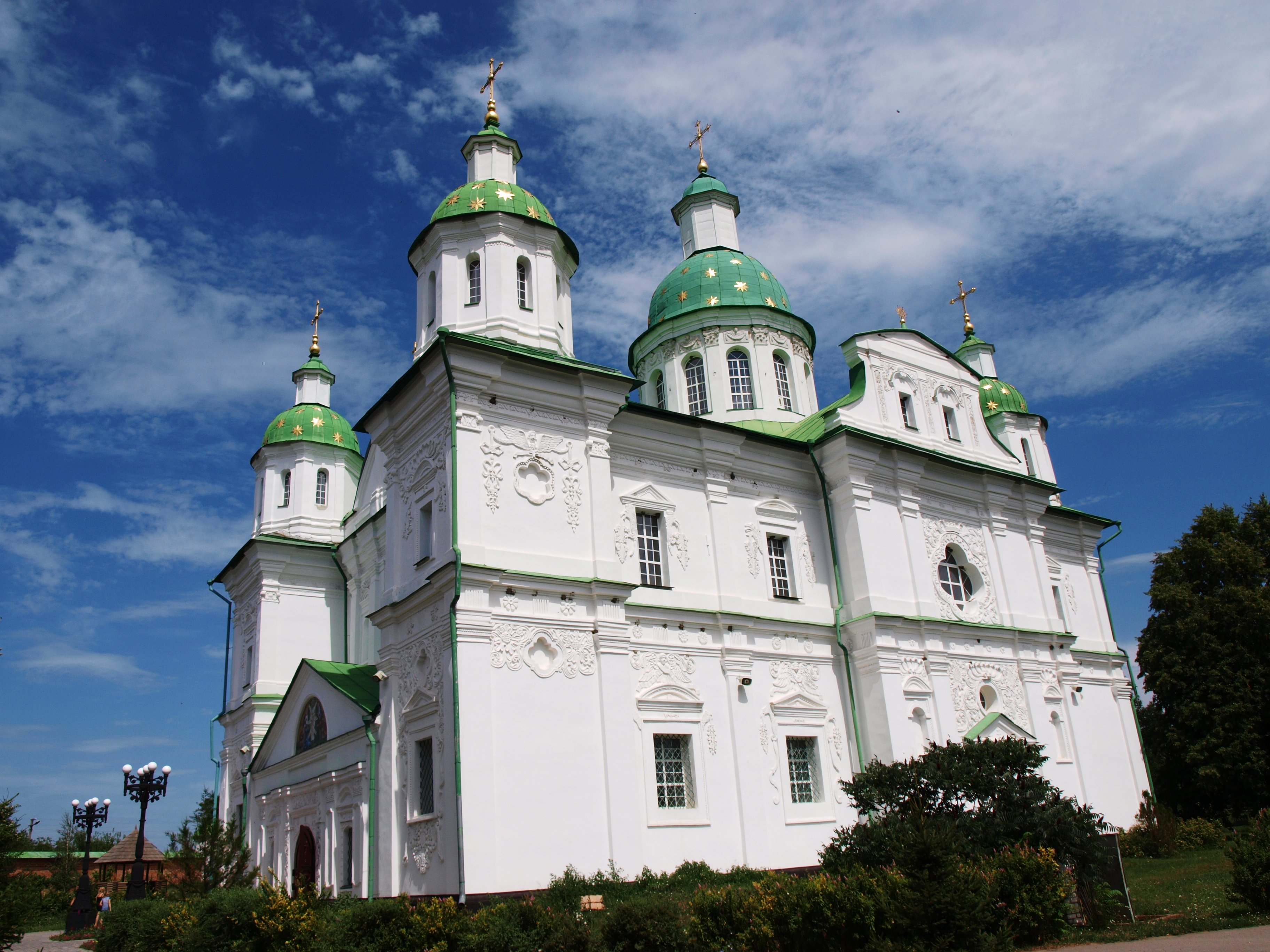
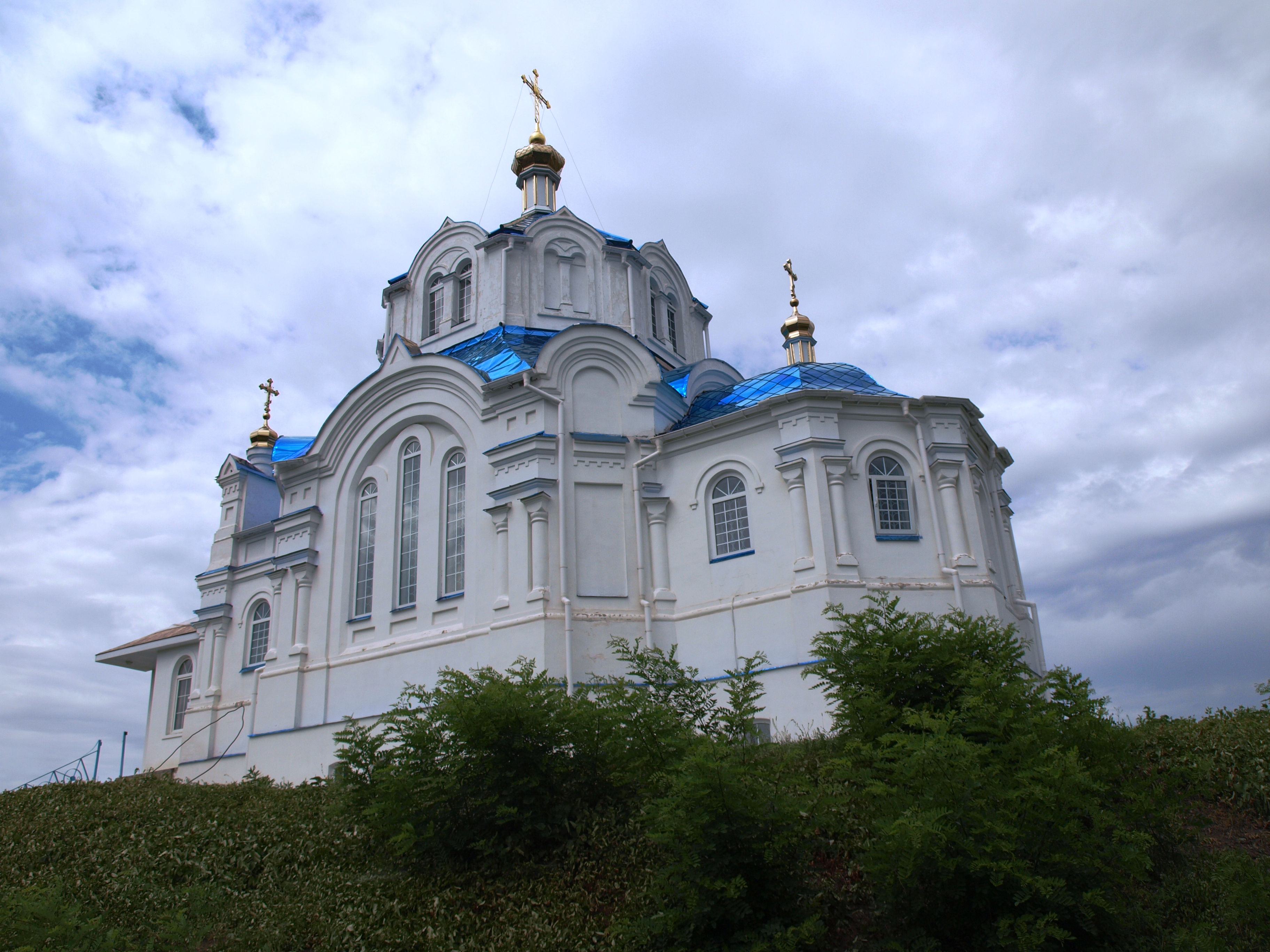